# Styringomyia ensifera
Styringomyia ensifera är en tvåvingeart som beskrevs av Edwards 1924. Styringomyia ensifera ingår i släktet Styringomyia och familjen småharkrankar. Inga underarter finns listade i Catalogue of Life.